# 沃爾夫岡·克洛爾
沃爾夫岡·克洛爾（德語：Wolfgang Kroll，1906年3月21日—1992年2月28日），是德國物理學家，生於德國北部的格赖夫斯瓦尔德。1930年，他取得布雷斯勞大學物理學博士學位。隨後幾年於萊比錫跟隨維爾納·海森堡進行博士後研究。
由於纳粹党掌权，克洛爾於1937年離開德國，轉往日本北海道任教，後於1941年抵達日屬臺灣的臺北州，並任教於臺北帝國大學預科。戰後，克洛爾受邀轉任國立臺灣大學物理學系，升任為副教授再升為教授，是戰後臺灣第一位擁有理論物理博士學位的專任教授，亦為臺大物理系第一位在國際科學刊物上發表論文的教師。此後，他也受邀至東海大學物理系等地教課。
1976年8月，克洛爾自臺大物理系退休，並於隔年和許雲基一同成為名譽教授。退休後，克洛爾亦曾在中國文化學院等處兼課。1970年代後期，由於臺灣經濟開始起飛，導致物價上揚，使得克洛爾的退休金相對而言變得微薄，生活也因此陷入困境。1992年2月28日，克洛爾因肺氣腫病逝於臺大醫院，享壽87歲。

## 生平

### 早年

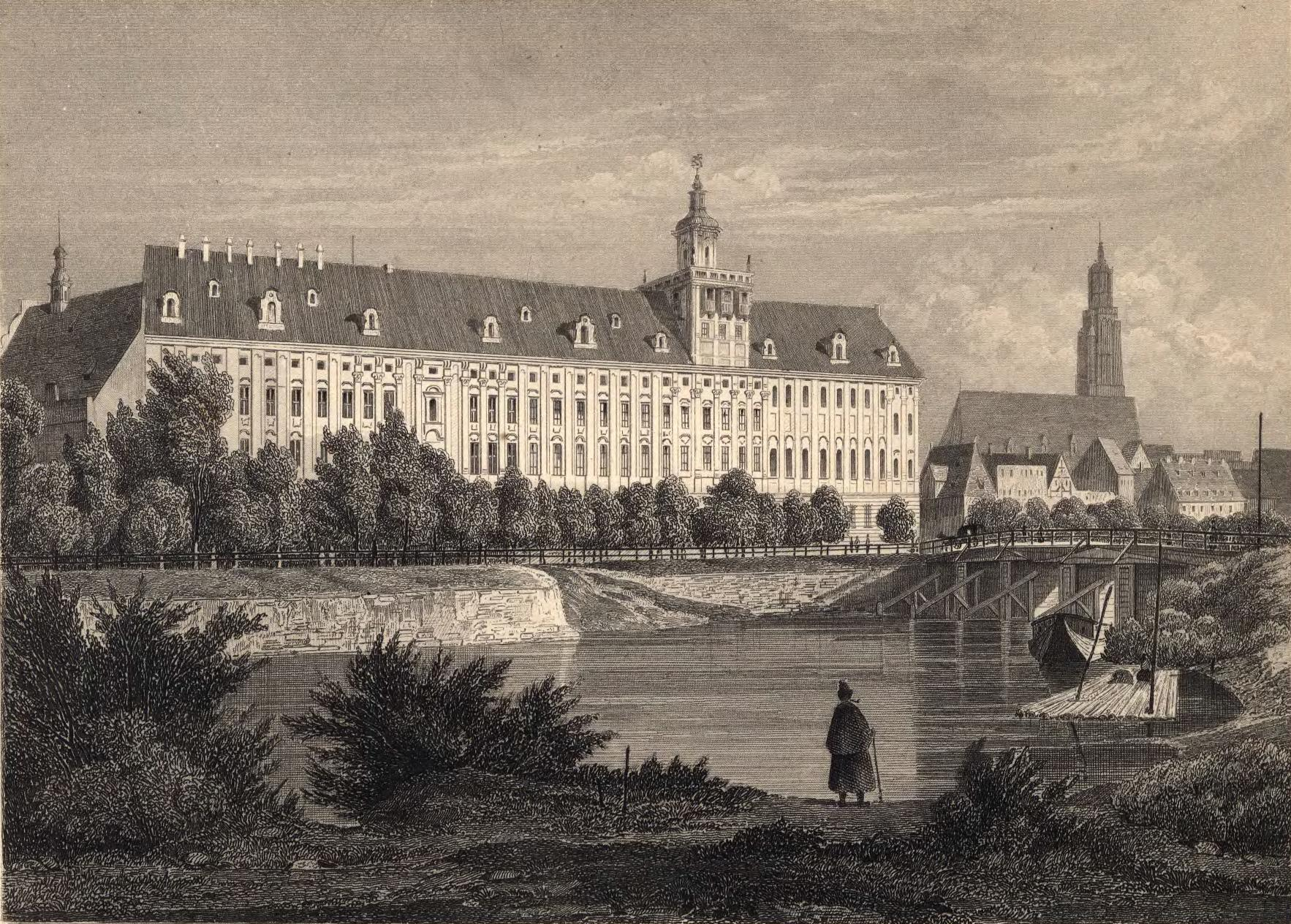
布雷斯勞大學舊貌

沃爾夫岡·克洛爾於1906年3月21日出生於德意志帝國北部的格赖夫斯瓦尔德:172。克洛爾小時候曾經歷第一次世界大戰，當時德國物資缺乏，正巧動物園的大象遭砲擊死亡，克洛爾也因此吃過大象的肉。1920年代末，克洛爾進入布雷斯勞大學，在該校接受理論物理學訓練，並於1930年以研究狄拉克電子理論的論文獲得該校物理博士學位:172:102。同年，他獲得了德國科學救助組織的獎助金，前往萊比錫大學跟隨維爾納·海森堡做了7年的博士後研究:172,174:102:830。在這段期間，他也結識了日後成為氫彈之父的愛德華·泰勒。1930-1937年間，克洛爾發表了量子力學、磁化頻譜、熱電效應等領域的相關論文，總共8篇，並奠定其日後獨立研究之基礎:1734。在納粹取得政權後，克洛爾經常批評時政。雖然克洛爾並非猶太人，但由於此舉受當政者所不喜，他便因此身陷危險之中。因此，克洛爾在父親與校方的協助之下，於1937年開始獨自流亡海外，前往日本:173:103。克洛爾表示，他選擇前往日本的目的，是為了見識「迷人的東方」，而且他和他父親有很多朋友在日本:173:xv。
關於克洛爾離開德國的方式，有兩種說法。許仲平認為，克洛爾是以交換研究的名義，與日本的朝永振一郎交換:830:173:xv。而亦有另一種說法指出，克洛爾是經由父親安排至日本:173。克洛爾先前往英國倫敦，並再經上海轉日本，最後抵達北海道:173:103。

### 前往日本

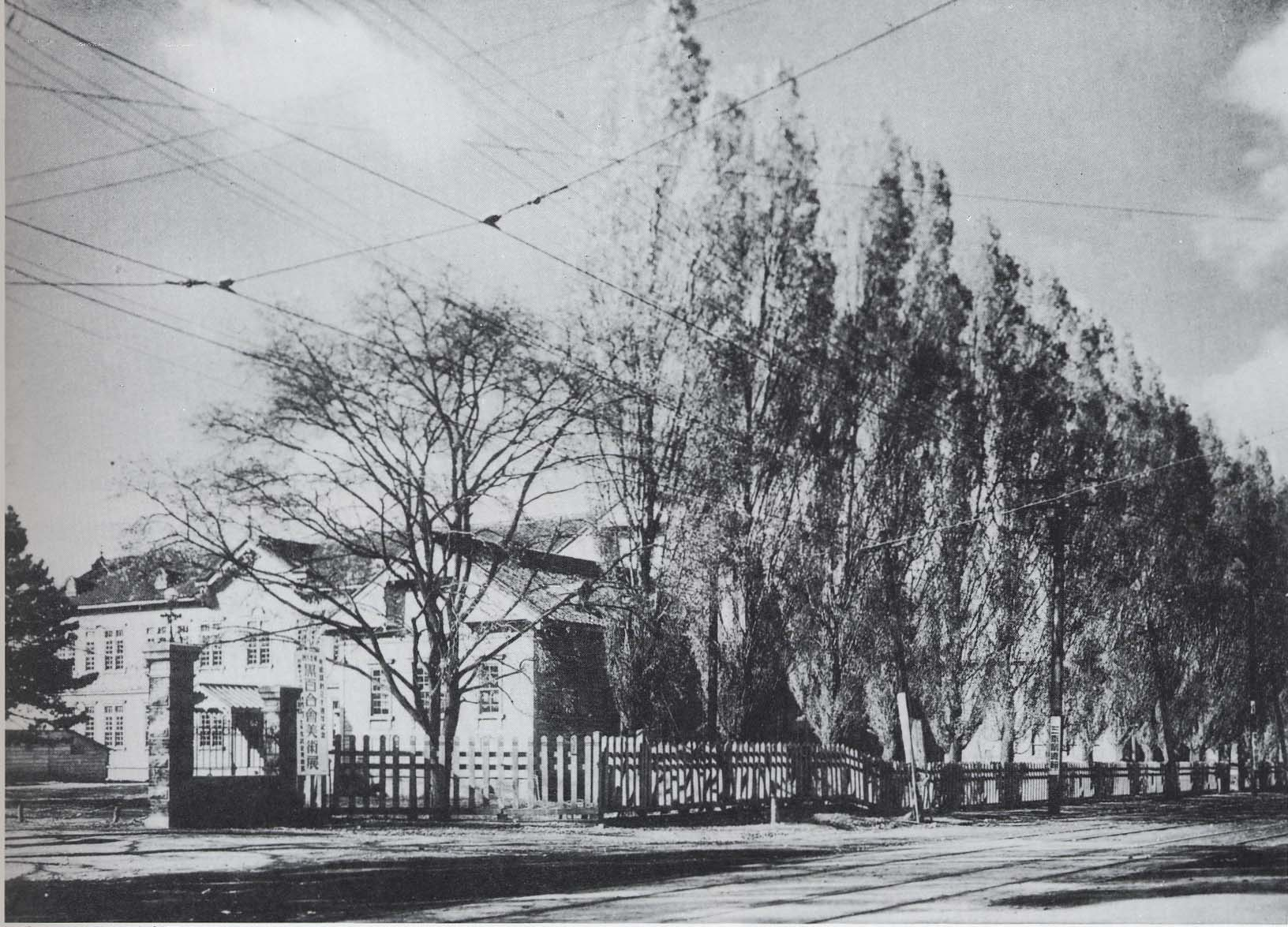
北海道帝国大学正門，攝於1934年

到了北海道之後，克洛爾前往北海道帝國大學任職，並自1937年起在該處擔任五年的講師:175:105。當時，他與甫自京都帝國大學物理科畢業的朝永振一郎在五年內共同發表了三篇論文:175，同時也和朝永共同開設量子論課程:106。另外，克洛爾也於1937年在仁科芳雄的支持之下，獨自發表了有關熱傳導理論的論文:126，並於1941年和梅田魁與戶谷富之一同發表研究單價金屬中自由電子的行為以及其與比熱之關係的論文:126。然而，由於北海道帝國大學的薪資並不高，克洛爾便至附近的商校兼任德文教師。 爾後，第二次世界大戰爆發，克洛爾遂離開北海道帝大，轉任東京理化研究所，並在不久後離開日本本土，前往臺北帝國大學任教:175。
1941年底，克洛爾抵達臺灣，任教臺北帝國大學。此時，他的薪水也增加了六成:xv。然而，當時的講座制度之下並不允許克洛爾在物理學講座任職，而是只能在預科及臺北高等學校教授德文課程。直到戰爭結束前，才開始教授物理:176。1945年4月20日起，包含克洛爾在內的全體預科師生被動員，編入第13861部隊，並於當月起在淡水至新莊間從事陣地構築，戰後方解散復學:177。然而，克洛爾在戰爭期間仍不忘研究，他在1944年發表一篇數學物理論文，並登於《台北帝國大學理學部記要》:177。

### 戰後時期

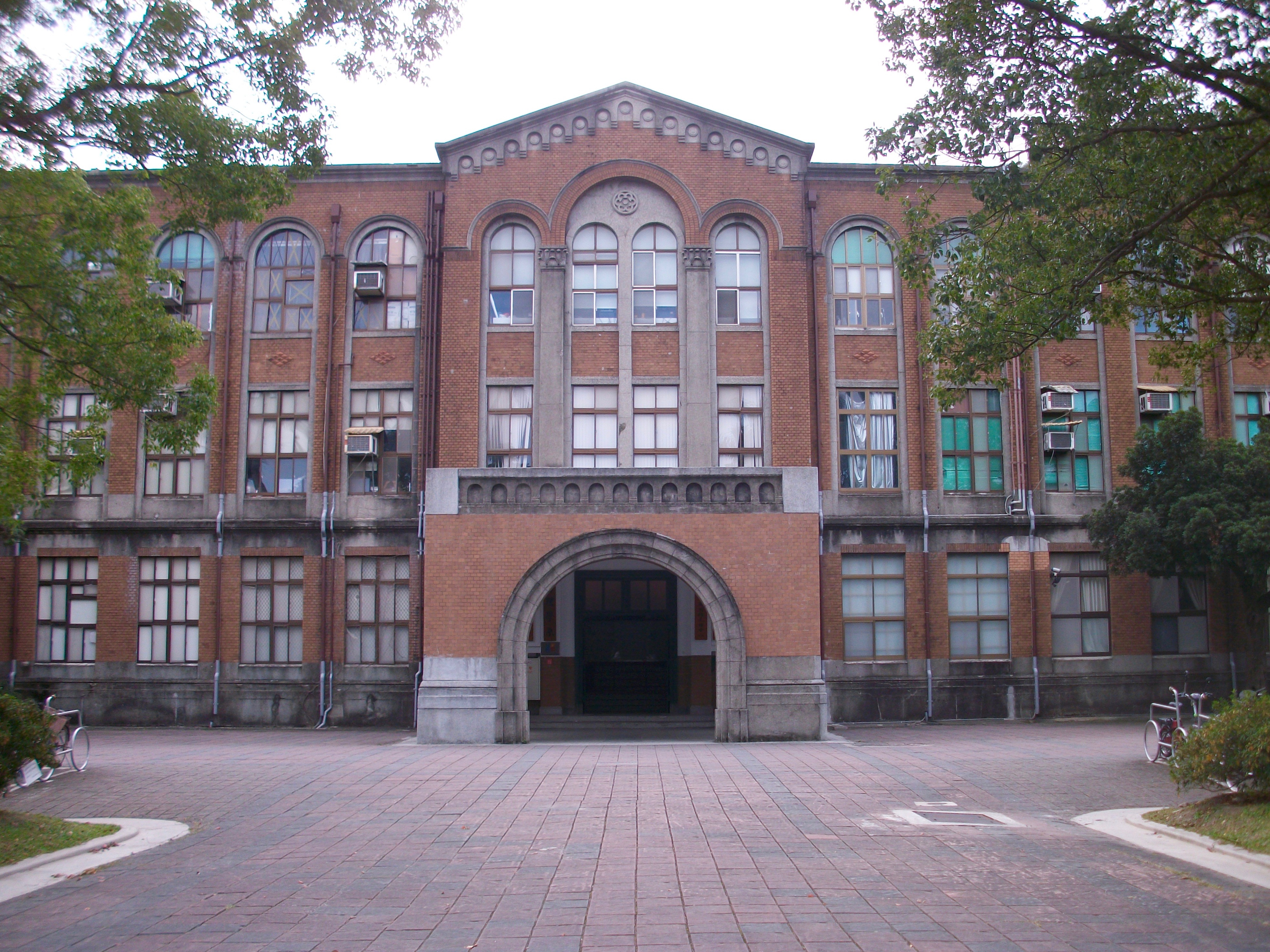
早年的臺大物理系系館（臺大二號館）

戰後，國民政府接收臺灣，負責接收臺北帝國大學的羅宗洛亦因此成為戰後臺大的首任代理校長，並邀請克洛爾留任臺大，並由講師升任為副教授，調往物理學系教授物理學與德語:177-178。然而，在羅宗洛離任之後，由於克洛爾身為敗戰國國民，因此有了將被降職的傳聞。直到傅斯年就任臺灣大學校長之後，再度鼓勵其留任，同時為他加薪:178。傅斯年並邀請克洛爾參加1951年5月24日大一課程設定計畫的討論，而克洛爾則是該次會議中唯一的外籍教師:178。
1948年，日本的《學藝雜誌》登出了克洛爾有關電子半徑研究的論文，成為臺大物理系教師第一篇在國際科學刊物上發表的論文:179。1950年，克洛爾獨力完成了固體比熱方面的研究，其研究成果論文則在1952年刊登於日本京都出版的《理論物理的發展》，並於1954年以此升任教授:179:58。在這段期間，克洛爾也指導他當時的助教黃振麟，共同從事固體比熱與頻譜方面的研究，而黃振麟則在1955年完成休斯頓法的修正，利用插值法確定等頻譜線圖，避免了原本休斯頓法在高頻端的奇點問題。同時他也將該次研究成果寫成論文，發表於該年度的《物理評論》上，成為了臺灣本土學者在該刊物的第一篇論文:58,66:103。
此後，臺大物理系理論物理課程幾乎是由克洛爾負責教學，其講授課程包含了理論物理學、量子力學、相對論、統計力學、物理數學、電子學等理論課程:178。他的理論物理課程主要是參考德國物理學家阿諾·索末菲所著之教科書，並將其內容整理成筆記作為教材使用:58。克洛爾上課時會印講義給學生，但是在公式處留空，要求學生在上課時將其補上。在1970年代前，克洛爾是全臺灣唯一擁有理論物理博士學位的專任教授:830:177。然而，由於早期的臺大物理系以實驗物理為優先，使得理論物理相對不受重視，亦使得克洛爾在系上沒有任何研究室，甚至沒有專屬的桌子:178:xx。由於克洛爾認為漢語很難學，不懂得臺語和中華民國國語，因此他便使用帶有德語腔調的英語授課:xvi。上課前，他會要求學生「起立敬禮」之後坐下，才開始上課:xix。克洛爾上課時不苟言笑，也幾乎不提自己的研究:831:xix，喜歡穿著獵裝或歐式燕尾服授課:111，將整塊黑板抄滿公式，學生們只能拚命地抄:831。然而，克洛爾與學生交談時，偏好用日語而非英語:119。由於早期物理系的學生學過日語，因此與克洛爾有較多的來往，但是到了後期的學生則較少接觸。

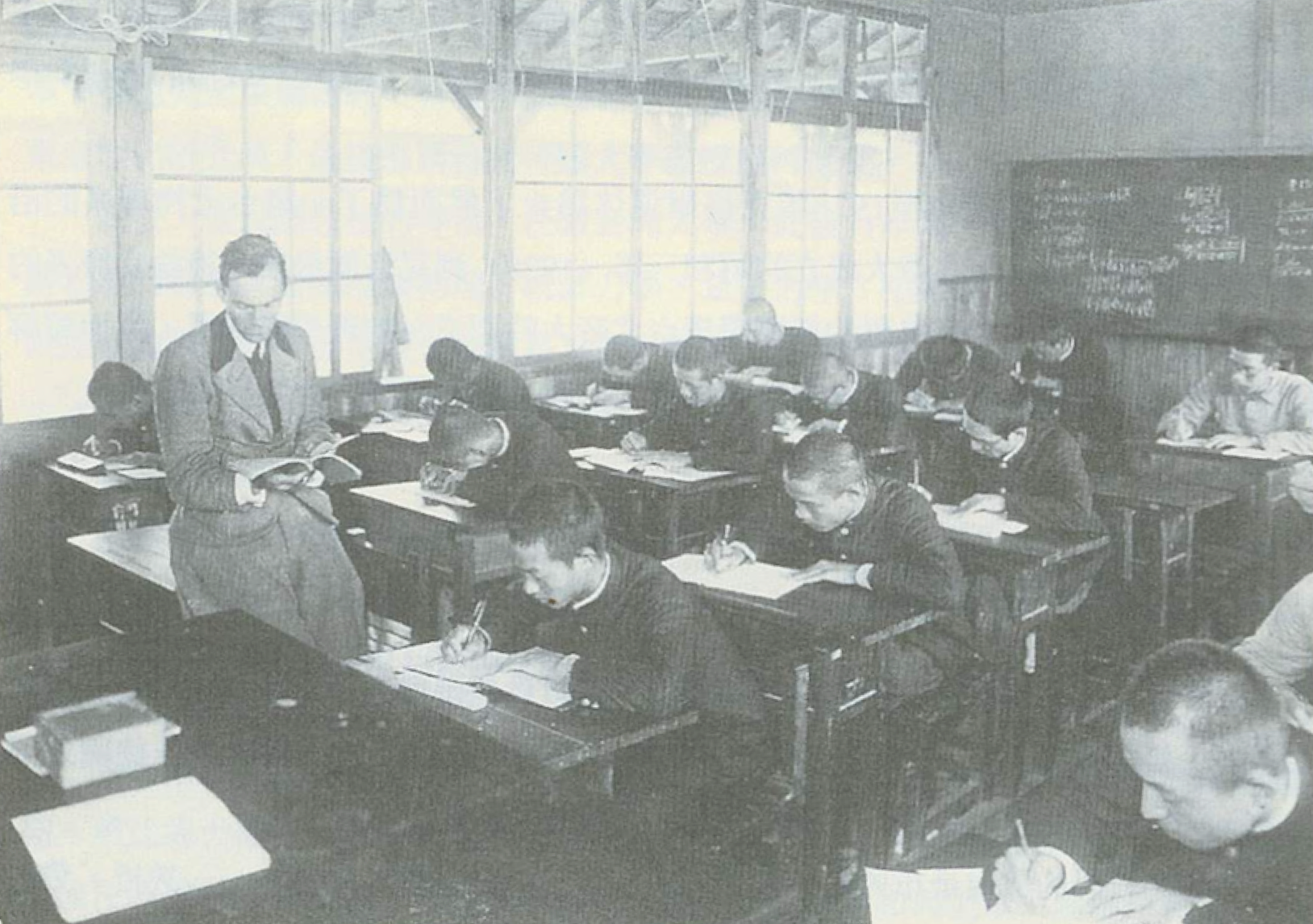
克洛爾早期教書情形

戰後初期，許多隨國民政府赴臺的教授使用上海話或浙江話教課，臺籍學生因此聽不懂，便在課餘時間以日語向克洛爾請教，有時師生間也會一同飲酒。克洛爾授課時，曾有一位學生視線飄至窗外，克洛爾因此將粉筆丟向他，怒斥「黑板在窗外嗎？」。上課時若有學生打瞌睡或遲到早退，克洛爾也會將粉筆丟向他，如果上課時有學生私下交談則會使他漲紅著臉敲桌斥責之:111。克洛爾為學生評分時，總是取十的整數倍（例如60分、80分），從不給諸如56分、85分之類的成績，類似於日後的等第制。這是因為他認為些微幾分的差距並沒有什麼意義，因此不應該把分數劃分得太細:xix。
1957年，克洛爾受到時任東海大學物理系系主任的王碩輔邀請，至該校兼課。至此之後，克洛爾便於一週內三天在東海，三天在臺大授課，奔波於北臺灣與中臺灣之間:xviii。克洛爾在東海物理系所開設的課程包含了光學以及理論物理。到了1960年，克洛爾在國家長期發展科學委員會的支持與獎勵下，在1952年論文的基礎之上再度發表兩篇固體比熱相關研究的論文。到了隔年，他並成為長科會物理研究中心唯一的「國立研究講座教授」，並在其後持續進行比熱、磁阻、數學物理等領域之研究:120-121。在這段期間，克洛爾利用量子理論計算金屬中自由電子比熱公式，並進一步計算束縛電子的分配函數，求得金屬之磁導率，取代了原本使用有效质量來計算的方法:59。到了1963年，克洛爾與其研究生一同對束縛電子的德哈斯-范阿尔芬效应做研究，並利用將晶格的位能以傅立葉級數展開的方式，求得磁導率的表示式:126。他也和學生一同研究內部有皺紋的導波管電磁波方程解，並求得其導波係數，成果論文並發表於1963年至1967年的《中華民國物理學刊》:832:120。之後克洛爾也在1967年於該刊發表了有關滿足特定積分式的函數級數展開相關研究論文:126。克洛爾曾經教過的學生們表示，克洛爾對於不同邊界條件的電磁微分方程也很有興趣，而贝塞尔函数對他而言就像老朋友一般:831:xvii。到了1972年，克洛爾則主要致力於探討彈性理論的相關問題:123。受到早年所受到的訓練所影響，他的研究內容都較偏向數學計算相關方面:123。

### 晚年

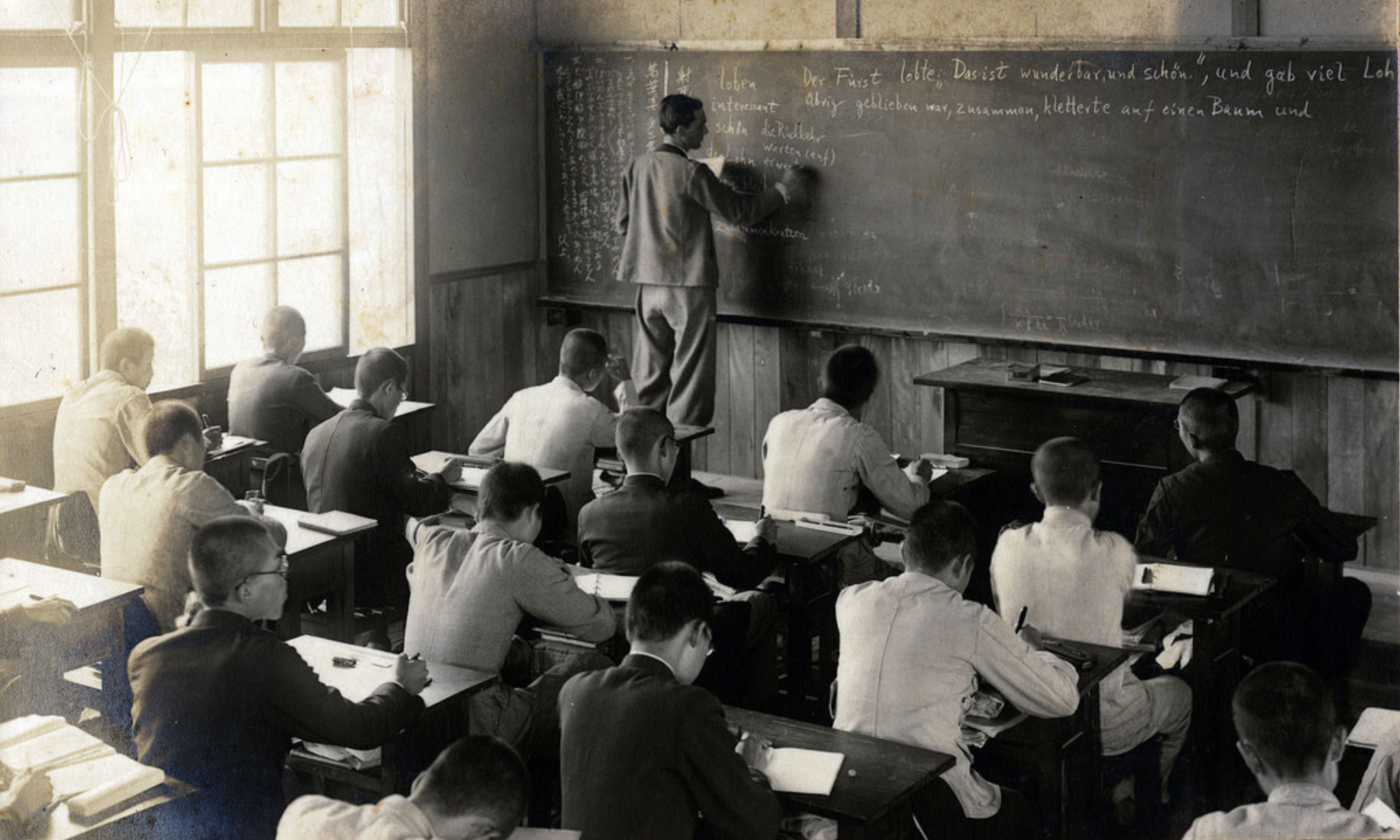
克洛爾在臺北帝國大學預科教德文課的情形

1976年8月，克洛爾自臺大物理系退休，並繼續住在臺北:829:180。當時，克洛爾表示，其實自己並不想退休，但因已屆校方規定的退休年齡，才不得不離開校園。根據克洛爾自己的估算，在臺大教書的這三十餘年期間，他大約教過了兩、三千餘名學生。1988年，在張國龍、林清等早年學生的建議之下，時任臺大物理系系主任黃暉理向臺大校方建議授予克洛爾為名譽教授。克洛爾並在隔年和許雲基一同成為名譽教授:180。退休期間，克洛爾曾在中國文化學院物理系授課，亦曾至臺北醫學大學兼課。他也參加了在臺外籍人士於1980年12月6日成立的老台灣俱樂部，並於翌年三月的聚會中被選為「最老的老臺灣」。
然而，1970年代後期，由於臺灣經濟開始起飛，導致物價上揚，使得克洛爾的退休金相對而言變得微薄，生活也因此陷入困境，不足以供應生病時的醫藥費需求。因此，他得到了包含曾被克洛爾教導過的早年醫預科德文課學生的人們協力幫助，1991年時任臺大物理系系主任的楊信男教授亦發起募集「克洛爾教授基金」，在極短的時間內募集到超過新臺幣100萬元。負責替克洛爾看病的醫師也會頻繁地打電話給克洛爾，以關心其身體狀況，但不久後克洛爾便不耐煩地以日語回應他：「死不了！」。
1991年1月，克洛爾因氣喘水腫住進了臺大醫院，並於日後康復。然而，到了1992年2月，克洛爾的肺氣腫再度復發，並於2月28日上午11時於臺大醫院病逝，享壽87歲:180:xxii，其葬禮則由爾後成為臺灣基督長老教會總幹事的羅榮光牧師主持。克洛爾的安息禮拜有一百多位臺日籍學生以及故舊出席，治喪委員會則由臺大物理系教師與克洛爾早期的醫預科學生們共同組成，以協助其自日本趕赴臺灣奔喪的義子處理喪事。克洛爾教授基金亦改變用途，用以每年在臺大物理系舉辦「克洛爾紀念演講」。

## 影響
克洛爾被喻為「將物理之火從德國帶到臺灣的普羅米修斯」:v，而大多數早期臺灣物理學者都曾是他的學生。後來成為臺大物理系系主任的黃振麟曾經在年輕時作為克洛爾的助教。受到克洛爾的影響，黃振麟也致力於固體比熱相關領域的研究。兩人的討論並在爾後被收錄於德國出版的物理手冊（Handbuch der Physik）中:179。至於臺灣第一位獲NASA頂尖榮譽傑出成就獎、全球第一位命名类星体的天文物理學家丘宏義則表示，克洛爾是他「最尊敬的幾位老師之一」。丘宏義說，假使他沒有被克洛爾教過量子力學、統計力學以及理論物理學的話，他「將不可能這麼快進入研究領域中」:xxi。1996年，美國麻州大学达特茅斯分校物理學系與臺大物理系一同舉辦克洛爾紀念學術研討會，並於會後出版專題論文集。
克洛爾生前一直住在新生南路和和平東路路口附近的一間老舊的日式宿舍，即便臺大校方希望能讓他換宿舍，但克洛爾因為擔心搬家時會搬壞東西，且捨不得離開住了三十餘年的宿舍，所以堅持不換，並認為這麼做可以為臺大保留該處。爾後，該地區許多的日式宿舍都遭改建，而克洛爾那間約150坪的宿舍則被確實保留了下來。克洛爾去世後，該宿舍歸還給臺大校方，而校方則和陳登壽等人簽約，以活化並更新該建築，之後他們將該建物轉型為一間歐式藝術餐廳。
另外，臺灣作家白先勇亦在其短篇作品〈那晚的月光〉中提到了克洛爾：
|                                          | 台大物理系畢業考最後一科是理論物理。題目繁而難，延長兩小時還沒有考完。天暗了，教室裡開上了燈，李飛雲最後一個交卷。克洛教授在他面前踱來踱去，李飛雲覺得頭有點發暈，他抬起眼，發覺克洛教授正在看他，克洛教授的眼鏡反射出金光來，他感到一陣眼花，慌忙站起來，把卷子遞給克洛教授。最後一大題，他一個字也沒寫，那一題占三十分。 |
| ——〈那晚的月光〉，《現代文學》第12期:102 | |

## 家庭
克洛爾的父親是語言文獻學教授，任教於布雷斯勞大學，並曾任德國政府高官，家庭背景顯赫:102。克洛爾的哥哥是一位醫生，除此之外克洛爾還有一位弟弟:102。克洛爾終生未婚，但是他有一名義子，以及一位長年協助他處理家務的中老年女性。另外，克洛爾在臺灣還有一位情人，而這位情人是克洛爾的葬禮舉辦時，在棺木上放下最後一朵花的人。

## 外部連結
- 臺灣大學物理文物廳 （页面存档备份，存于）（繁體中文）
- 國立臺灣大學物理學系 （页面存档备份，存于）（繁體中文）
- 陳麗珍; 劉建宏.  (PDF). 時空 (台大物理學會). 1991年9月, (26). （原始内容存档 (PDF)于2016-04-02）.（繁體中文）